# Třebekov
Třebekov je bývalá hájovna na katastrální územím obce Jarov. Samota leží v lesích mezi Jarovem, Oborou a Hromnicemi, přibližně 1,6 km od Jarova. Hájovna byla vystavena ještě za existence plaského kláštera v roce 1760. Roubená hájovna čp. 32 obklopená ovocnou zahradou stojí uprostřed nevelké lesní mýtiny v nadmořské výšce 409 m, na levém břehu potoka Bělidlo.
V roce 1815 se v hájovně narodil František Alexandr Heber, který v první polovině devatenáctého století jako první systematicky popsal a zdokumentoval české hrady a tvrze.
Nedaleko hájovny jsou na pravém břehu Bělidla patrné zbytky zaniklého hospodářského dvora Třebokov, v blízkém okolí na neznámém místě byla též středověká stejnojmenná vesnice.

## Galerie

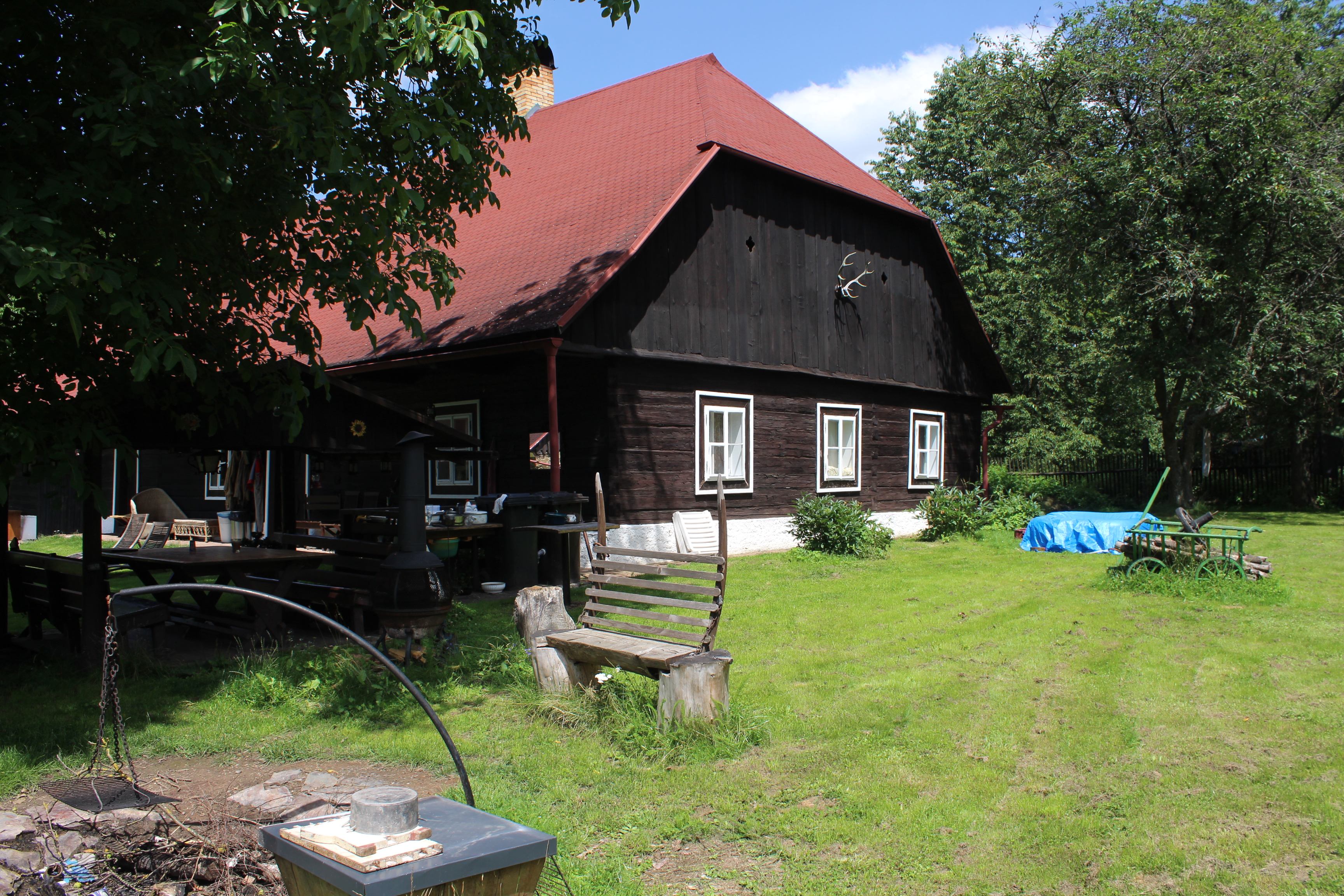
Hájovna